# NASDAQ-100 Open 2005
Die NASDAQ-100 Open 2005 waren ein Tennisturnier der WTA Tour 2005 für Damen und ein Tennisturnier der ATP Tour 2005 für Herren in Miami, welche zeitgleich vom 23. März bis zum 3. April 2005 in Miami, Florida stattfanden.

## Herrenturnier
→ Hauptartikel: NASDAQ-100 Open 2005/Herren

## Damenturnier
→ Hauptartikel: NASDAQ-100 Open 2005/Damen
→ Qualifikation: NASDAQ-100 Open 2005/Damen/Qualifikation